# Phuwadol Pholsongkram
Phuwadol Pholsongkram (thailändisch ภูวดล พลสงคราม; * 11. Mai 2002 in Bueng Kan) ist ein thailändischer Fußballspieler.

## Karriere
Phuwadol Pholsongkram erlernte das Fußballspielen in Khon Kaen der Jugendmannschaft vom Khon Kaen United FC. Seinen ersten Profivertrag unterschrieb er am 1. Januar 2020 bei Bangkok United. Der Verein  aus der Hauptstadt Bangkok spielte in der Thai Leagueersten Liga. Hier kam er jedoch bis August 2022 nicht zum Einsatz. Im August 2022 wurde er an den Drittligisten Samut Prakan FC ausgeliehen. Mit dem Verein aus Samut Prakan spielte er 26-mal in der Bangkok Metropolitan Region. Ende Mai 2023 kehrte er nach Bangkok zurück. Anfang August 2023 wechselte der Torwart ebenfalls auf Leihbasis zum Zweitligisten Ayutthaya United FC. Sein Zweitligadebüt für den Verein aus Ayutthaya gab er am 13. August 2023 (1. Spieltag) im Auswärtsspiel gegen den Zweitligaaufsteiger Dragon Pathumwan Kanchanaburi FC. Bei dem 1:0-Auswärsterfolg stand er in der Startelf und spielte die kompletten 90 Minuten. Am Ende der Saison 2023/24 belegte er mit dem Klub den sechsten Tabellenplatz und qualifizierte sich somit für die Aufstiegsspiele zur ersten Liga. Hier konnte man sich jedoch nicht durchsetzen. Am Ende der Saison 2024/25 feierte er mit Ayutthaya die Vizemeisterschaft der zweiten Liga sowie den Aufstieg in die erste Liga.

## Erfolge
Ayutthaya United FC
- Thailändischer Zweitligavizemeister: 2024/25  ▲